# Кара Монако
Кара Монако (англ. Kara Monaco; нар. 26 лютого 1983, Лейкланд, Флорида, США) — американська акторка, фотомодель і гімнастка. Була Playmate місяця і року чоловічого журналу «Playboy» у червні 2005 року і в 2006 році, відповідно.